# Szira Has
Szira Has (hebr. שירה האס; ang. Shira Haas; ur. 11 maja 1995 w Tel Awiwie) – izraelska aktorka filmowa i telewizyjna, która wystąpiła m.in. w serialu Sztisel oraz miniserialu Netflixa – Unorthodox.

## Nagrody
- 2018: za rolę w filmie Noble Savage otrzymała w roku 2018 nagrodę Izraelskiej Akademii Filmowej i Telewizyjnej za najlepszą rolę drugoplanową[4];
- 2021: za rolę w miniserialu Unorthodox została nominowana do Złotego Globu dla najlepszej aktorki telewizyjnej[5].